# Милов, Вадим Маркович
Вадим Милов (нем. Vadim Milov; род. 1 августа 1972, Уфа, РСФСР, Башкирская АССР, СССР) — швейцарский, ранее советский и израильский шахматист, гроссмейстер (1994).
Родился в СССР, с 1991 года в Израиле, с 1996 года в Швейцарии.
Участник шахматных олимпиад 1994 (в составе команды Израиля) и 2000 (в составе команды Швейцарии).
Чемпион Швейцарии (2015).

## Изменения рейтинга
| Графики недоступны из-за технических проблем. См. информацию на Фабрикаторе и на mediawiki.org. |